# (12657) Bonch-Bruevich
(12657) Bonch-Bruevich est un astéroïde de la ceinture principale.

## Description
(12657) Bonch-Bruevich est un astéroïde de la ceinture principale. Il fut découvert le 30 août 1971 à Naoutchnyï par Tamara Smirnova. Il présente une orbite caractérisée par un demi-grand axe de 3,02 UA, une excentricité de 0,10 et une inclinaison de 9,4° par rapport à l'écliptique.
Il porte ce nom en hommage à Vladimir Bontch-Brouïevitch, politicien, ethnographe et écrivain soviétique, ancien bolchévique et secrétaire de Lénine après la révolution de 1917.

## Compléments